# Гворни
Гворни (в деяких перекладах Хуорни) (англ. Huorn) — раса у легендаріумі Джона Роналда Руела Толкіна, споріднений ентам народ. Гворни нерідко зверталися до зла, про що казав Древобород.

## Походження
Можливо, гворни — це дерева, що пробудилися, та були в родинних стосунках із ентами або ж самі енти, які одерев'яніли. Як наприклад Фінглас, який став сонним і деревоподібним. Влітку він стояв на лузі і дрімав. Взимку він спочатку прокидався, але потім залишався на своєму місці увесь рік.
Гворни не допомагали ентам доглядати за деревами, хоч і взяли участь в битві при Хорнбурзі і в руйнуванні Ізенгарду.

## Зовнішність
Гворни були більше схожі на дерева, аніж енти. Вони втратили свій антропоморфізм через те, що вони обрали розмірений стиль життя спостерігачів, а тому, у них відпала потреба у рухах. При потребі вони все ж могли рухатися, однак не так вільно, як енти. За Толкіном, відрізнити гворнів від простих дерев дуже важко, практично неможливо, це могли робити тільки ельфи та інші істоти із надчуттєвим зв'язком із природою.